# Distretto municipale di Ga Est
Il distretto municipale di Ga Est (ufficialmente Ga East Municipal District, in inglese) è un distretto della regione della Grande Accra del Ghana.
Fino al 2012 era chiamato distretto di Ga Est, in quell'anno, dopo la separazione di parte del territorio orientale per costituire il distretto municipale di La-Nkwantanang-Madina è stato a sua volta rinominato in distretto municipale.